# EITT
EITT (EIB/KNX Interworking Test Tool) – program do testowania zgodności urządzeń magistralnych ze standardem komunikacji systemu EIB/KNX, wykorzystywany przede wszystkim przez producentów takich urządzeń do testowania aplikacji oraz certyfikacji. Oprogramowanie EITT pozwala na przykład na wysyłanie wadliwych telegramów, co daje możliwość sprawdzenia odporności urządzeń na tego rodzaju niekorzystne zjawiska, mogące wystąpić w realnie funkcjonującej sieci sterowania. Możliwe jest również sprawdzenie zgodności aplikacji urządzeń ze standardami ESI.